# Zwingenberg (Assia)
Zwingenberg è una città tedesca di 7 203 abitanti,, situata nel land dell'Assia.
A Zwingenberg nel 1969 si tenne la prima conferenza internazionale della Chiesa avventista del riposo sabatico.

## Amministrazione
Il 23 febbraio 2025, Sebastian Clever (CDU) ha vinto le elezioni del sindaco con il 54,9% e un'affluenza alle urne dell'83,4% contro l'indipendente Stefan Juchems, membro del Partito Verde. Il mandato del nuovo sindaco inizia il 1° maggio 2025.